# Vlag van Almería

Vlag van de provincie Almería

Vorige vlag
(1952-2016)

De vlag van de Spaanse provincie Almería bestaat uit een wit veld waarop een oversnijdend rood kruis, met in het midden het provinciale wapen. De huidige vlag van de provincie Almería is gebaseerd op het provinciewapen boven een kruis van Sint-Joris. Dit vlag werd op 29 april 2016 in de plenaire vergadering van de Provinciale Raad van Almeria ter goedkeuring voorgelegd door het regeringsteam van de Provinciale Raad van Almeria en uiteindelijk op 31 maart 2017 goedgekeurd.
Het wapen werd op 29 juli 1925 aangenomen door de Provinciale Raad. Het is gebaseerd op een wapen verdeeld in zeven kwartieren die de gemeentelijke wapens van de hoofdsteden van de voormalige gerechtelijke arrondissementen van de provincie bevatten. Het wapen toont het wapen van de stad Almería, omringd door de wapens van de steden Berja, Canjáyar, Cuevas del Almanzora, Gérgal, Huércal-Overa, Purchena, Sorbas, Vera en Vélez-Rubio.

## Oorsprong
De oorsprong gaat terug tot 1147, toen het leger van de Republiek Genua met een vloot van meer dan 200 schepen aan land ging op een strand in het natuurpark Cabo de Gata in het zuidoosten van de provincie Almería. Deze troepen kwamen om zich aan te sluiten bij de troepen van de Kroon van Aragón (in die tijd geallieerd met Alfons VII van Castilië) om deel te nemen aan de verovering van de stad Almería op de Berbers, die op dat moment onder Andalusische heerschappij stond. De Genuese troepen verbleven minstens twee maanden in deze baai tot de aanval op de stad. Sindsdien staat dit strand bekend als "Playa de los Genoveses" (strand van de Genuezen).
Deze kruistocht werd uitgeroepen door paus Eugenius III. De troepen droegen het Genuese vaandel, een witte vlag met het Kruis van Sint-Joris in rood (Grieks kruis in keel op een zilveren veld). Deze vlag werd uiteindelijk overgenomen door de stad Almería en later door de provincie Almería als eigen symbool na de herovering door de katholieke koningen en werd ook opgenomen in het wapen van de stad.

## Eerdere vlag
De vorige vlag was gebaseerd op het provinciewapen op een donkergroene achtergrond zonder extra details. Deze vlag was in gebruik van 1952 tot de goedkeuring van de huidige vlag in 2016. Het is vermeldenswaard dat de vlag van de provincie Almería 117 jaar na de oprichting van de Provinciale Raad van Almeria in 1835 werd aangenomen.